# Пьотър Кошевой
Пьотър Кирѝлович Кошево̀й (на руски: Пётр Кирѝллович Кошево̀й) е съветски военачалник, маршал на Съветския съюз (1968). Два пъти Герой на СССР (16 май 1944 и 19 април 1945).

## Биография
Роден е на 21 декември 1904 г., в град Александрия, Херсонска губерния, в селско семейство, произхождащо от украински казашки род. През 1920 г. постъпва в Червената армия. През 1927 г. завършва кавалерийска школа и служи на различни командни и щабни постове. Завършва през 1939 г. Военната академия „Фрунзе“ и преди Великата Отечествена война заема длъжността началник-щаб на дивизия – със звание полковник.
По време на войната Кошевой (до септември 1943 г. – командир на стрелкова дивизия, а после и на стрелкови корпус) се проявява като инициативен и волеви командир. Участва в редица бойни операции и се отличава при щурма на Сапун гора край Севастопол и превземането на Кьонигсберг (за тези сражения получава званието Герой на Съветския съюз). Завършва войната като генерал-лейтенант. На Парада на победата командва сборен полк от 3-ти Беларуски фронт.
След войната Пьотър Кирилович заема редица важни постове и е високо оценен като командващ и военен администратор въпреки че не се домогва за кариера и длъжности в Министерството на отбраната и се гордее с това, че „никога не е служил в Москва“. Кошевой е командир на армия (1946 – 1955), първи заместник-главнокомандващ на групата съветски войски в Германия (1955 – 1957), главнокомандващ на войските на Сибирския (1957 – 1960) и Киевския военен окръг (1960 – 1965).
Най-висшата длъжност, която заема е главнокомандващ на групата съветски войски в Германия – от 1965 до 1969 г. За този период прави много за укрепването на боеспособността на групата, която „била длъжна за три дни да стигне до Гибралтар“.
На 15 април 1968 г. на армейски генерал Пьотър Кошевой е присвоено (заедно с Павел Батицки) званието маршал на Съветския съюз.
През октомври 1969 г. Кошевой е сменен на поста главнокомандващ от Виктор Куликов. До края на живота си заема традиционната за излезлите във фактическа оставка маршали почетна длъжност на генерален инспектор от групата генерални инспектори към Министерството на отбраната на СССР.
Пьотър Кошевой умира на 30 август 1976 г. в Москва. Той е първият от починалите на свобода и в звание маршали на Съветския съюз, който не е погребан в Некропола на Кремълската стена, а в Новодевичето гробище.

## Награди
- Пет ордена „Ленин“
- Три ордена „Червено знаме“
- Орден „Октомврийска революция“
- Орден „Суворов“ – II степен
- Два ордена „Кутузов“ – II степен
- Орден „Богдан Хмелницки“ – I степен
- Медали
- Чуждестранни награди

|  | Тази страница частично или изцяло представлява превод на страницата „Кошевой, Пётр Кириллович“ в Уикипедия на руски. Оригиналният текст, както и този превод, са защитени от Лиценза „Криейтив Комънс – Признание – Споделяне на споделеното“, а за съдържание, създадено преди юни 2009 година – от Лиценза за свободна документация на ГНУ. Прегледайте историята на редакциите на оригиналната страница, както и на преводната страница, за да видите списъка на съавторите. ВАЖНО: Този шаблон се отнася единствено до авторските права върху съдържанието на статията. Добавянето му не отменя изискването да се посочват конкретни източници на твърденията, които да бъдат благонадеждни. |